# 루베로돈
루베로돈(Ruberodon)은 트라이아스기 후기 인도에 살았던 키노돈트이다. 화석은 2015년 티키 층(Tiki Formation)에서 발견되었다. 계통발생학적 분석에 따르면 트레버소돈트류 중 루베로돈은 인도에서 발견된 엑사에레토돈과 가장 관련이 깊다.